# DDT
DDT(Dichloro-Diphenyl-Trichloroethane)는 잘 알려진 살충제중 하나이다. DDT는 1874년 처음으로 합성되었으나, 1939년까지 이 물질이 곤충에게 독성을 준다는 사실은 밝혀지지 않았다. DDT는 제2차 세계 대전 때 말라리아, 티푸스를 일으키는 모기의 구제와, 군대와 민간에서 여러 곤충으로 인해 일어나는 질병의 구제에 사용되었고. DDT의 살충능력을 처음 발견한 스위스 화학자인 파울 헤르만 뮐러(Paul Hermann Müller)는 1948년에 그가 "여러 절지동물의 접촉독성을 나타내는 DDT의 높은 효과를 발견"한 이유로 노벨 생리학·의학상을 받게 되었다. 전쟁이 끝나고, DDT는 농업분야에서 살충제로 쓰이게 되었고, 곧 생산과 사용이 급한 상승세를 보이게 된다.
1962년 미국의 해양 생물학자인 레이첼 카슨은 《침묵의 봄》이라는 책을 펴내었다. 그녀는 이 책에서 미국 내에서의 무분별한 DDT 사용에 대한 환경적인 영향과, 환경에 풀어진 화학물질이 생태계나 사람의 건강에 끼치는 영향을 논리적으로 설명하였다. 또 이 책은 DDT와 다른 살충제가 암을 일으킬 수 있다는 것과, 농업에 쓰는 화학물질이 야생동물과 여러 조류를 위협하고 있다는 점을 지적하였다. 이 책은 환경 운동의 시발점이 되었고, "침묵의 봄"이 불러온 대규모 항의로 인해서 미국에서 1972년도에 DDT 사용을 전면 중단하였다. DDT는 그 후 전 세계적으로 농작물에 사용하는 것이 금지되었으나, 질병을 매개하는 곤충에 대해서는 아직도 쓰이고 있어, 전 세계적으로 많은 논의를 불러일으켰다.

## DDT의 성질과 화학적 특성
DDT는 유기염소계 살충제로써, 메톡신클로르와, 디코폴 같은 농약과 유사하다. DDT는 색깔이 없고, 소수성이나, 지방이나 기름에는 잘녹는 특성을 지니고 있다.
DDT는 자연상에 존재하지 않으며, 클로로벤젠(C6H5Cl)과 트리클로로에탄올(C2HCl3O)을 황산촉매를 사용하여 반응시켜서 만들어 낸다. DDT의 주요 대사물질은 DDE(디클로로-디페닐-디클로로 에틸렌, Dichloro-Diphenyldichloro-Ethylene)와, DDD(디클로로-디페닐-디클로로-에탄, Dichloro-Diphenyl-Dichloroethane)로, 이 두물질이 상업용 DDT에서 뽑은 샘플에 적은 양이 들어있음을 찾아내었다.
DDT에 대한 쥐의 LD50는 113 mg/kg이다. DDT는 곤충의 뉴런의 나트륨 이온 채널을 열게 만든다. DDT를 마신 곤충은 경련을 일으키고, 최후에는 사망에 이르게 한다. 곤충은 그들의 나트륨 채널의 DNA인 P450을 조정하여, DDT에 내성을 갖게 된다.

## 환경적인 영향
DDT는 반감기가 2~15년에 이르는 분해가 잘 안되는 오염물질로, 대부분은 흙속에 있다. DDT의 반감기는 호수물에서 56일이며, 강물에서는 28일이다. DDT가 분해되는 경로에는 흘러 없어지거나, 휘발, 광분해 그리고 생물분해가 있다. 흙속에서 DDT는 DDE와 DDD로 분리되는데, 이들은 분해가 힘들며, 화학적 & 물리학적으로 일치하다. 이들 물질들을 모두 전체 DDT라고 부른다.
DDT와 DDE와 DDD는 먹이사슬에 의해 생물농축이 되어, 상위 포식자들의 지방질에는 다른 동물들에 포함된 여러 DDT가 포식자의 지방질에 쌓여, 상위 포식자의 DDT농도는 매우 높다. 미국에서 1970년대에 검사를 위해 사람의 혈액과 지방질을 검사한 결과, 모든 표본에서 DDT가 검출되었다. 1970년대 후반(미국에서 DDT가 금지된 후에) 혈액 표본에 대한 연구에서 DDT농도가 감소함을 볼 수 있었다. 미국 질병관리센터에서 2002년에 한 연구결과를 보면, DDT나 DDT의 대사물질의 양이 탐지가능한 양의 절반으로 줄었음이 밝혀졌다. 그리고 미국 농무부에서 실시한 조사에서 700개이상의 우유 표본에서, 85%의 샘플에서 탐지가능한 수준의 DDE를 검출해내었다.
DDT는 여러 생물에 독성을 끼친다. 한 예로 DDT는 1950년대와 60년대 대머리 독수리가 준 주요 원인이다. 매의 경우, DDT와 대사물질은 매의 태아에 영향을 미치며, 칼슘 흡수를 방해해, 알껍질을 얇게 만들었다. 1960년대와 70년대에는 알 껍질을 얇게 만드는 가정을 세우지 못하였다. 그러나, 90년대와 2000년대에 벌인 조사에서, DDE가 유력한 용의자로 떠올랐다. 몇몇 연구에서는 DDT 양이 극적으로 하락해도, 10-12%는 예전 DDT의 영향을 받는 것이라는 연구결과가 나왔다. DDT는 또한 새우, 갑각동물, 바다새우와 여러 물고기 종에게 독성을 미치는걸로 나타났다. DDT는 특히 살충제를 뿌린 지역의 양서류에게도 영향을 끼치는 것으로 조사되었다.

## 같이 보기
- 미키 슬림 - DDT와 술을 혼합한 칵테일. 40~50년대 미국에서 만들어진 칵테일이다.

## 참고 문헌
- Bailey, R. (12 June 2002). Silent Spring at 40: Rachel Carson’s classic is not aging well, Reason Online,
- Lundholm, C. E. (1997) DDE-induced eggshell thinning in birds: Effects of p, p'-DDE on the calcium and prostaglandin metabolism of the eggshell gland. Comparative Biochemistry and Physiology Part C: Pharmacology, Toxicology and Endocrinology 118 (2), 113-128.
- Risebrough, R. W. (1998). Endocrine Disrupters and Bald Eagles: A Response.
- Roberts, D. R. (2004) Testimony, United States Senate, Committee on Foreign Relations.

### 미국 EPA
- EPA press release - December 31, 1972
- EPA on DDT

### 독성
- DDT Technical Fact Sheet - National Pesticide Information Center
- DDT General Fact Sheet - National Pesticide Information Center
- Agency for Toxic Substances and Disease Registry: ToxFAQs for DDT, DDE and DDD
- CDC ATSDR DDT toxicity reference list (PDF)
- EXTOXNET: Pesticide Information Profiles—DDT
- Oregon State University EXTOXNET DDT toxicity reference list
- Scorecard: The Pollution Information Site—DDT 보관됨 2020-04-13 - 웨이백 머신

### 환경적 영향
- Microbial Degradation of Pesticides
- US Fish and Wildlife Service Historic News Releases - DDT 보관됨 2008-09-24 - 웨이백 머신
- DDT and its Derivatives - Environmental Aspects
- Aerobic pathway of DDT metabolization
- Anaerobic pathway of DDT metabolization
- Pesticide residues in food 2000 : DDT
- Pesticide residues in food—1984
- Environmental Fate Evaluation of DDT, Chlordane and Lindane
- EPA: Pesticides and Public Health

### 정책과 DDT
- DDT, Eggshells, and Me Article from Reason magazine
- DDT: The Bald Eagle Lie[깨진 링크(과거 내용 찾기)] Article from FrontPageMag.com
- Rachel Carson, Mass Murderer?: The creation of an anti-environmental myth. Aaron Swartz, Extra!, September/October, 2007.
- Rachel Carson's Birthday Bashing 보관됨 2008-04-15 - 웨이백 머신, Kirsten Weir, Salon.com, June 29, 2007.